# Undine Gruenter

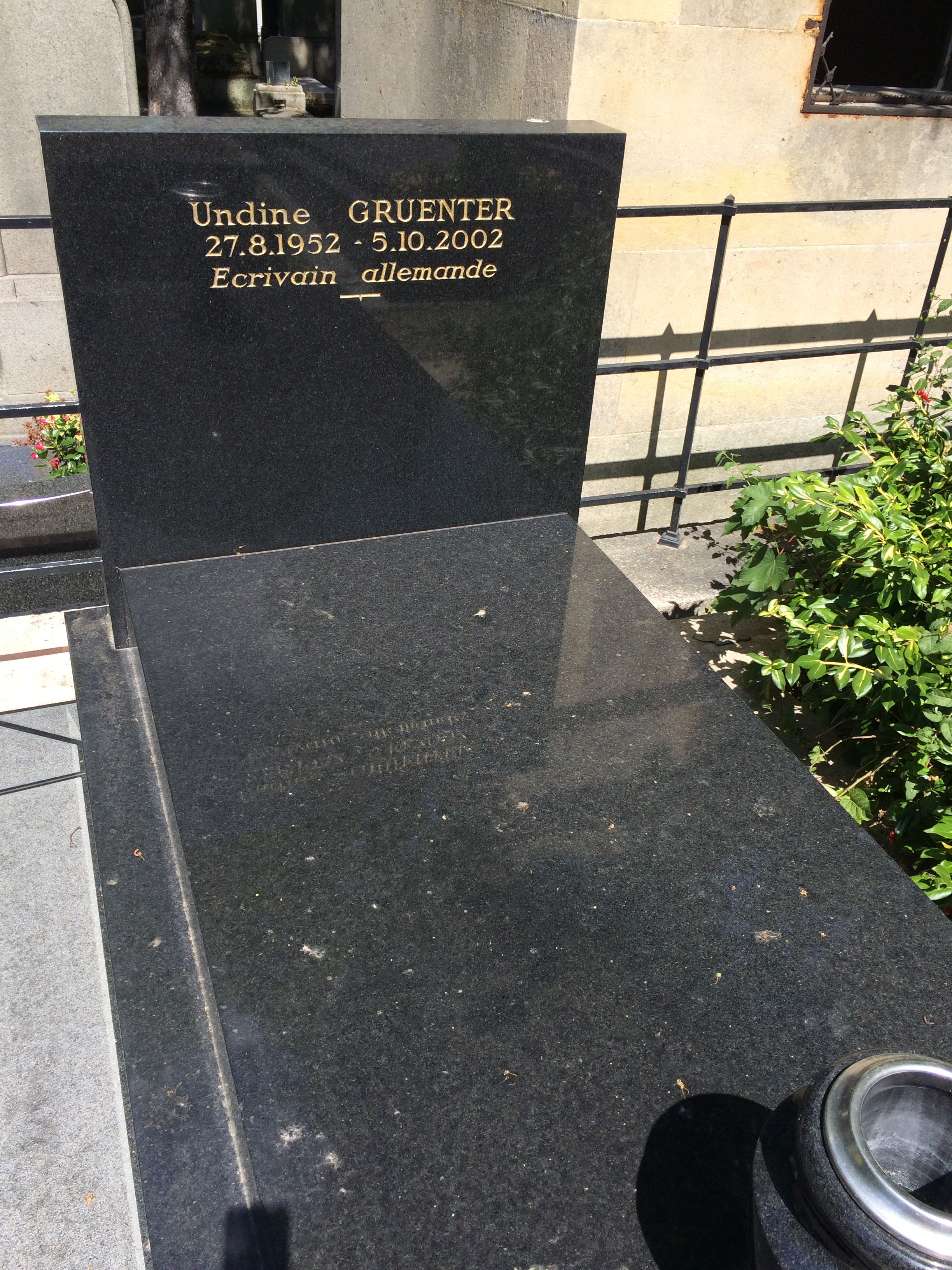
Grobowiec pisarki na Cmentarzu Montmartre

Undine Gruenter (ur. 27 sierpnia 1952 w Kolonii, zm. 5 października 2002 w Paryżu) była niemiecką pisarką.

## Życiorys
Undine Gruenter była córką pisarki Astrid Gehlhoff-Claes oraz germanisty Rainera Gruentera. Swoje pierwsze półtora roku życia spędziła w sierocińcu.
Pisarka studiowała prawo, literaturoznawstwo oraz filozofię na Uniwersytecie Ruprechta i Karola w Heidelbergu, Uniwersytecie w Bonn i Wuppertalu. W tym czasie rektorem Uniwersytetu w Wuppertalu był jej ojciec, Rainer Gruenter.
Undine Gruenter wyszła za mąż za literaturoznawcę Karla Heinza Bohrera.
W roku 1986 otrzymała Nagrodę Landu Nadrenii Północnej Westfalii dla młodych pisarzy w dziedzinie literaturoznawstwa (Förderpreis des Landes Nordrhein-Westfalen für junge Künstlerinnen und Künstler).
Od roku 1987 żyła w Paryżu.
Dwa miesiące przed śmiercią zakończyła pisanie swojej ostatniej powieści pt. „Zapieczętowany ogród” (Der verschlossene Garten).
W październiku 2002 roku zmarła na stwardnienie zanikowe boczne.
Jej dorobek twórczy znajduje się w Niemieckim Archiwum Literackim w Marbach am Neckar.

## Utwory literackie
- 1986 – Ein Bild der Unruhe/ Obraz niepokoju (powieść)
- 1989 – Nachtblind/ Kurza ślepota (opowiadania)
- 1991 – Das gläserne Café/ Szklana kawiarnia (opowiadania)
- 1992 – Vertreibung aus dem Labyrinth/ Wypędzenie z labiryntu (powieść)
- 1993 – Epiphanien, abgeblendet/ Epifania, przemilczane (proza)
- Nowe wydanie 2010:Epiphanen, ausgeblendet, Berliner Taschenbuch Verlag, Berlin 2010 ISBN 978-3-8333-0669-3.
- 1995 – Der Autor als Souffleur. Journal 1986 – 1992/ Autor jako sufler. Dziennik 1986-1992
- 2001 – Das Versteck des Minotauros/ Kryjówka minotaura (powieść)
- 2003 – Sommergäste in Trouville/ Wczasowicze w Trouville (opowiadania)
- 2004 – Der verschlossene Garten/ Zampieczętowany ogród (powieść) Hanser, München, ISBN 3-446-20456-3.
- 2005 – Pariser Libertinage (proza)
- 2008 – Durch den Horizont/ Przez horyzont (poemat)

## Literatura
- Marion Gees, Journal und Selbstmaskierung (Undine Gruenter), w: Marion Gees, Schreibort Paris. Zur deutschsprachigen Tagebuch- und Journalliteratur 1945 bis 2000, Bielefeld: Aisthesis 2006, ISBN 978-3-89528-581-3.
- Oliver Sill, Undine Gruenter: Der verschlossene Garten“(2004), w: Oliver Sill, Sitte – Sex – Skandal. Die Liebe in der Literatur seit Goethe, Bielefeld: Aisthesis 2009, ISBN 978-3-89528-755-8.
- Monika Wolting: Ogród jako topos w dziele Marie Luise Kaschnitz, Undine Gruenter oraz Sarah Kirsch(inne języki) (Der Garten als Topos im Werk von Marie Luise Kaschnitz, Undine Gruenter und Sarah Kirsch). Wrocław 2009, ISBN 978-83-229-2985-8.